# 2010-es Formula–1 olasz nagydíj
Az olasz nagydíj volt a 2010-es Formula–1 világbajnokság tizennegyedik futama, amelyet 2010. szeptember 10. és szeptember 12. között rendeztek meg az olaszországi Autodromo Nazionale Monzán, Monzában.

## Szabadedzések

### Első szabadedzés
Az olasz nagydíj első szabadedzését szeptember 10-én, pénteken tartották.
| Helyezés | Versenyző          | Csapat/Motor         | Elért idő | Különbség | Futott kör |
| -------- | ------------------ | -------------------- | --------- | --------- | ---------- |
| 1        | Jenson Button      | McLaren-Mercedes     | 1:23,693  | −         | 28         |
| 2        | Sebastian Vettel   | Red Bull-Renault     | 1:23,790  | + 0,097   | 27         |
| 3        | Lewis Hamilton     | McLaren-Mercedes     | 1:23,967  | + 0,274   | 25         |
| 4        | Robert Kubica      | Renault              | 1:24,120  | + 0,427   | 25         |
| 5        | Nico Rosberg       | Mercedes             | 1:24,129  | + 0,436   | 30         |
| 6        | Mark Webber        | Red Bull-Renault     | 1:24,446  | + 0,753   | 26         |
| 7        | Vitantonio Liuzzi  | Force India-Mercedes | 1:24,512  | + 0,819   | 19         |
| 8        | Fernando Alonso    | Ferrari              | 1:24,543  | + 0,850   | 24         |
| 9        | Felipe Massa       | Ferrari              | 1:24,648  | + 0,955   | 22         |
| 10       | Michael Schumacher | Mercedes             | 1:24,756  | + 1,063   | 26         |
| 11       | Nico Hülkenberg    | Williams-Cosworth    | 1:24,841  | + 1,148   | 28         |
| 12       | Paul di Resta      | Force India-Mercedes | 1:24,923  | + 1,230   | 23         |
| 13       | Vitalij Petrov     | Renault              | 1:25,292  | + 1,599   | 25         |
| 14       | Sébastien Buemi    | Toro Rosso-Ferrari   | 1:25,318  | + 1,625   | 29         |
| 15       | Pedro de la Rosa   | Sauber-Ferrari       | 1:25,320  | + 1,627   | 20         |
| 16       | Kobajasi Kamui     | Sauber-Ferrari       | 1:25,334  | + 1,641   | 24         |
| 17       | Jaime Alguersuari  | Toro Rosso-Ferrari   | 1:25,897  | + 2,204   | 19         |
| 18       | Timo Glock         | Virgin-Cosworth      | 1:26,772  | + 3,079   | 19         |
| 19       | Jarno Trulli       | Lotus-Cosworth       | 1:26,898  | + 3,205   | 12         |
| 20       | Lucas di Grassi    | Virgin-Cosworth      | 1:26,956  | + 3,263   | 17         |
| 21       | Heikki Kovalainen  | Lotus-Cosworth       | 1:27,374  | + 3,681   | 14         |
| 22       | Bruno Senna        | HRT-Cosworth         | 1:28,256  | + 4,563   | 8          |
| 23       | Rubens Barrichello | Williams-Cosworth    | 1:28,516  | + 4,823   | 4          |
| 24       | Jamamoto Szakon    | HRT-Cosworth         | 1:29,870  | + 6,177   | 17         |

### Második szabadedzés
Az olasz nagydíj második szabadedzését szeptember 10-én, pénteken tartották.
| Helyezés | Versenyző          | Csapat/Motor         | Elért idő | Különbség | Futott kör |
| -------- | ------------------ | -------------------- | --------- | --------- | ---------- |
| 1        | Sebastian Vettel   | Red Bull-Renault     | 1:22,839  | −         | 27         |
| 2        | Fernando Alonso    | Ferrari              | 1:22,915  | + 0,076   | 32         |
| 3        | Felipe Massa       | Ferrari              | 1:23,061  | + 0,222   | 20         |
| 4        | Lewis Hamilton     | McLaren-Mercedes     | 1:23,154  | + 0,315   | 22         |
| 5        | Jenson Button      | McLaren-Mercedes     | 1:23,210  | + 0,371   | 38         |
| 6        | Mark Webber        | Red Bull-Renault     | 1:23,415  | + 0,576   | 23         |
| 7        | Rubens Barrichello | Williams-Cosworth    | 1:23,708  | + 0,869   | 31         |
| 8        | Robert Kubica      | Renault              | 1:23,709  | + 0,870   | 32         |
| 9        | Nico Hülkenberg    | Williams-Cosworth    | 1:23,852  | + 1,013   | 30         |
| 10       | Nico Rosberg       | Mercedes             | 1:23,857  | + 1,018   | 29         |
| 11       | Adrian Sutil       | Force India-Mercedes | 1:24,181  | + 1,342   | 35         |
| 12       | Vitantonio Liuzzi  | Force India-Mercedes | 1:24,380  | + 1,541   | 36         |
| 13       | Vitalij Petrov     | Renault              | 1:24,407  | + 1,568   | 21         |
| 14       | Michael Schumacher | Mercedes             | 1:24,448  | + 1,609   | 29         |
| 15       | Sébastien Buemi    | Toro Rosso-Ferrari   | 1:24,517  | + 1,678   | 35         |
| 16       | Pedro de la Rosa   | Sauber-Ferrari       | 1:24,547  | + 1,708   | 32         |
| 17       | Kobajasi Kamui     | Sauber-Ferrari       | 1:24,785  | + 1,946   | 31         |
| 18       | Jaime Alguersuari  | Toro Rosso-Ferrari   | 1:25,106  | + 2,267   | 24         |
| 19       | Jarno Trulli       | Lotus-Cosworth       | 1:26,204  | + 3,365   | 38         |
| 20       | Heikki Kovalainen  | Lotus-Cosworth       | 1:26,306  | + 3,467   | 41         |
| 21       | Lucas di Grassi    | Virgin-Cosworth      | 1:26,631  | + 3,792   | 31         |
| 22       | Timo Glock         | Virgin-Cosworth      | 1:26,676  | + 3,837   | 25         |
| 23       | Jamamoto Szakon    | HRT-Cosworth         | 1:29,498  | + 6,659   | 5          |
| 24       | Bruno Senna        | HRT-Cosworth         |           |           | 3          |

### Harmadik szabadedzés
Az olasz nagydíj harmadik szabadedzését szeptember 11-én, szombaton tartották.
| Helyezés | Versenyző          | Csapat/Motor         | Elért idő | Különbség | Futott kör |
| -------- | ------------------ | -------------------- | --------- | --------- | ---------- |
| 1        | Lewis Hamilton     | McLaren-Mercedes     | 1:22,498  | −         | 19         |
| 2        | Sebastian Vettel   | Red Bull-Renault     | 1:22,545  | + 0,047   | 21         |
| 3        | Fernando Alonso    | Ferrari              | 1:22,644  | + 0,146   | 15         |
| 4        | Felipe Massa       | Ferrari              | 1:22,648  | + 0,150   | 16         |
| 5        | Jenson Button      | McLaren-Mercedes     | 1:22,724  | + 0,226   | 19         |
| 6        | Nico Rosberg       | Mercedes             | 1:22,946  | + 0,448   | 17         |
| 7        | Mark Webber        | Red Bull-Renault     | 1:23,082  | + 0,584   | 9          |
| 8        | Nico Hülkenberg    | Williams-Cosworth    | 1:23,129  | + 0,631   | 18         |
| 9        | Robert Kubica      | Renault              | 1:23,209  | + 0,711   | 20         |
| 10       | Adrian Sutil       | Force India-Mercedes | 1:23,303  | + 0,805   | 19         |
| 11       | Rubens Barrichello | Williams-Cosworth    | 1:23,450  | + 0,952   | 19         |
| 12       | Sébastien Buemi    | Toro Rosso-Ferrari   | 1:23,673  | + 1,175   | 20         |
| 13       | Michael Schumacher | Mercedes             | 1:23,896  | + 1,398   | 21         |
| 14       | Kobajasi Kamui     | Sauber-Ferrari       | 1:23,908  | + 1,410   | 24         |
| 15       | Jaime Alguersuari  | Toro Rosso-Ferrari   | 1:23,909  | + 1,411   | 17         |
| 16       | Vitalij Petrov     | Renault              | 1:23,967  | + 1,469   | 19         |
| 17       | Pedro de la Rosa   | Sauber-Ferrari       | 1:24,191  | + 1,693   | 19         |
| 18       | Vitantonio Liuzzi  | Force India-Mercedes | 1:24,439  | + 1,941   | 15         |
| 19       | Jarno Trulli       | Lotus-Cosworth       | 1:25,788  | + 3,290   | 14         |
| 20       | Heikki Kovalainen  | Lotus-Cosworth       | 1:25,925  | + 3,427   | 16         |
| 21       | Timo Glock         | Virgin-Cosworth      | 1:26,434  | + 3,936   | 18         |
| 22       | Lucas di Grassi    | Virgin-Cosworth      | 1:26,682  | + 4,184   | 19         |
| 23       | Bruno Senna        | HRT-Cosworth         | 1:27,471  | + 4,973   | 18         |
| 24       | Jamamoto Szakon    | HRT-Cosworth         | 1:28,730  | + 6,232   | 14         |

## Időmérő edzés
Az olasz nagydíj időmérő edzését szeptember 11-én, szombaton futották.
| Helyezés | Versenyző          | Csapat/Motor         | 1. rész  | 2. rész  | 3. rész  |
| -------- | ------------------ | -------------------- | -------- | -------- | -------- |
| 1        | Fernando Alonso    | Ferrari              | 1:22.646 | 1:22.297 | 1:21.962 |
| 2        | Jenson Button      | McLaren-Mercedes     | 1:23.085 | 1:22.354 | 1:22.084 |
| 3        | Felipe Massa       | Ferrari              | 1:22.421 | 1:22.610 | 1:22.293 |
| 4        | Mark Webber        | Red Bull-Renault     | 1:23.431 | 1:22.706 | 1:22.433 |
| 5        | Lewis Hamilton     | McLaren-Mercedes     | 1:22.830 | 1:22.394 | 1:22.623 |
| 6        | Sebastian Vettel   | Red Bull-Renault     | 1:23.235 | 1:22.701 | 1:22.675 |
| 7        | Nico Rosberg       | Mercedes             | 1:23.529 | 1:23.055 | 1:23.027 |
| 8        | Nico Hülkenberg    | Williams-Cosworth    | 1:23.516 | 1:22.989 | 1:23.037 |
| 9        | Robert Kubica      | Renault              | 1:23.234 | 1:22.880 | 1:23.039 |
| 10       | Rubens Barrichello | Williams-Cosworth    | 1:23.695 | 1:23.142 | 1:23.328 |
| 11       | Adrian Sutil       | Force India-Mercedes | 1:23.493 | 1:23.199 |          |
| 12       | Michael Schumacher | Mercedes             | 1:23.840 | 1:23.388 |          |
| 13       | Kobajasi Kamui     | Sauber-Ferrari       | 1:24.273 | 1:23.659 |          |
| 14       | Sébastien Buemi    | Toro Rosso-Ferrari   | 1:23.744 | 1:23.681 |          |
| 15       | Vitalij Petrov     | Renault              | 1:24.086 | 1:23.819 |          |
| 16       | Jaime Alguersuari  | Toro Rosso-Ferrari   | 1:24.083 | 1:23.919 |          |
| 17       | Pedro de la Rosa   | Sauber-Ferrari       | 1:24.442 | 1:24.044 |          |
| 18       | Jarno Trulli       | Lotus-Cosworth       | 1:25.540 |          |          |
| 19       | Heikki Kovalainen  | Lotus-Cosworth       | 1:25.742 |          |          |
| 20       | Vitantonio Liuzzi  | Force India-Mercedes | 1:25.774 |          |          |
| 21       | Timo Glock         | Virgin-Cosworth      | 1:25.934 |          |          |
| 22       | Lucas di Grassi    | Virgin-Cosworth      | 1:25.974 |          |          |
| 23       | Bruno Senna        | HRT-Cosworth         | 1:26.847 |          |          |
| 24       | Jamamoto Szakon    | HRT-Cosworth         | 1:27.020 |          |          |

## Futam
Az olasz nagydíj futama szeptember 12-én, vasárnap, közép-európai idő szerint 14:00 órakor rajtolt.
| Helyezés | Rajtszám | Versenyző          | Csapat/Motor         | Futott kör | Idő/Kiesés oka | Rajthely | Pont |
| -------- | -------- | ------------------ | -------------------- | ---------- | -------------- | -------- | ---- |
| 1        | 8        | Fernando Alonso    | Ferrari              | 53         | 1h16:24,572    | 1        | 25   |
| 2        | 1        | Jenson Button      | McLaren-Mercedes     | 53         | + 2,938        | 2        | 18   |
| 3        | 7        | Felipe Massa       | Ferrari              | 53         | + 4,223        | 3        | 15   |
| 4        | 5        | Sebastian Vettel   | Red Bull-Renault     | 53         | + 28,196       | 6        | 12   |
| 5        | 4        | Nico Rosberg       | Mercedes             | 53         | + 29,942       | 7        | 10   |
| 6        | 6        | Mark Webber        | Red Bull-Renault     | 53         | + 31,276       | 4        | 8    |
| 7        | 10       | Nico Hülkenberg    | Williams-Cosworth    | 53         | + 32,812       | 8        | 6    |
| 8        | 11       | Robert Kubica      | Renault              | 53         | + 34,028       | 9        | 4    |
| 9        | 3        | Michael Schumacher | Mercedes             | 53         | + 44,948       | 12       | 2    |
| 10       | 9        | Rubens Barrichello | Williams-Cosworth    | 53         | + 1:04,213     | 10       | 1    |
| 11       | 16       | Sébastien Buemi    | Toro Rosso-Ferrari   | 53         | + 1:05,056     | 14       |      |
| 12       | 15       | Vitantonio Liuzzi  | Force India-Mercedes | 53         | + 1:06,106     | 19       |      |
| 13       | 12       | Vitalij Petrov     | Renault              | 53         | + 1:18,919     | 20       |      |
| 14       | 22       | Pedro de la Rosa   | Sauber-Ferrari       | 52         | + 1 kör        | 16       |      |
| 15       | 17       | Jaime Alguersuari  | Toro Rosso-Ferrari   | 52         | + 1 kör        | 15       |      |
| 16       | 14       | Adrian Sutil       | Force India-Mercedes | 52         | + 1 kör        | 11       |      |
| 17       | 24       | Timo Glock         | Virgin-Cosworth      | 51         | + 2 kör        | 24       |      |
| 18       | 19       | Heikki Kovalainen  | Lotus-Cosworth       | 51         | + 2 kör        | 18       |      |
| 19       | 20       | Jamamoto Szakon    | HRT-Cosworth         | 51         | + 2 kör        | 23       |      |
| 20       | 25       | Lucas di Grassi    | Virgin-Cosworth      | 51         | + 2 kör        | 21       |      |
| ki       | 18       | Jarno Trulli       | Lotus-Cosworth       | 46         | sebességváltó  | 17       |      |
| ki       | 21       | Bruno Senna        | HRT-Cosworth         | 11         | hidraulika     | 22       |      |
| ki       | 2        | Lewis Hamilton     | McLaren-Mercedes     | 0          | felfüggesztés  | 5        |      |
| ki       | 23       | Kobajasi Kamui     | Sauber-Ferrari       | 0          | sebességváltó  | 13       |      |

## A világbajnokság állása a verseny után
| H   | Versenyzők         | Pont | H   | Konstruktőrök        | Pont |
| --- | ------------------ | ---- | --- | -------------------- | ---- |
| 1.  | Mark Webber        | 187  | 1.  | Red Bull-Renault     | 350  |
| 2.  | Lewis Hamilton     | 182  | 2.  | McLaren-Mercedes     | 347  |
| 3.  | Fernando Alonso    | 166  | 3.  | Ferrari              | 290  |
| 4.  | Jenson Button      | 165  | 4.  | Mercedes             | 158  |
| 5.  | Sebastian Vettel   | 163  | 5.  | Renault              | 127  |
| 6.  | Felipe Massa       | 124  | 6.  | Force India-Mercedes | 58   |
| 7.  | Nico Rosberg       | 112  | 7.  | Williams-Cosworth    | 47   |
| 8.  | Robert Kubica      | 108  | 8.  | Sauber-Ferrari       | 27   |
| 9.  | Michael Schumacher | 46   | 9.  | Toro Rosso-Ferrari   | 10   |
| 10. | Adrian Sutil       | 45   | 10. | Lotus-Cosworth       | 0    |

(A teljes táblázat)

## Statisztikák
Vezető helyen:
- Jenson Button : 35 (1-35)
- Fernando Alonso : 16 (36 / 39/53)
- Felipe Massa : 2 (37-38)

Fernando Alonso 24. győzelme, 19. pole pozíciója, 16. leggyorsabb köre. 4. mesterhármasa (gy, pp, lk)
- Ferrari 213. győzelme.